# Karl Sidenbladh (jurist)
Karl Johan Elis Sidenbladh, född den 8 februari 1910 i Stockholm, död den 5 juli 1999 i Rö församling, Stockholms län, var en svensk jurist.
Sidenbladh avlade juris kandidatexamen i Uppsala 1933. Han genomförde tingstjänstgöring 1933–1936, blev fiskal 1937, tingsdomare 1946, assessor 1948 och revisionssekreterare 1952. Sidenbladh var hovrättsråd i Svea hovrätt 1953–1962 och president i hovrätten för Övre Norrland 1962–1977. Han var preses i Kungliga Skytteanska Samfundet 1966–1977.
Karl Sidenbladh var sonson till språkforskaren Karl Sidenbladh. Han var gift första gången från 1939 med bibliotekarien Anne-Marie Almquist, dotter till riksarkivarien Helge Almquist och Ingegerd Ekman, och andra gången från 1974 med hovrättsrådet Gunnel Sidenbladh, född Widegren. I första äktenskapet var Karl Sidenbladh far till Erik Sidenbladh. Han vilar tillsammans med sin andra hustru i sin familjegrav på Norra begravningsplatsen utanför Stockholm.

## Utmärkelser
- Kommendör med stora korset av Nordstjärneorden, 11 november 1972.[1]